# Municipio de Asunción Nochixtlán
El Municipio de Asunción Nochixtlán es uno de los 570 municipios en que se divide el estado mexicano de Oaxaca, localizado en la Región Mixteca; su cabecera municipal es la ciudad de Asunción Nochixtlán.

## Geografía
Asunción Nochixtlán se encuentra en la zona noroeste del estado de Oaxaca, en la Región Mixteca y en el caso de la mayor parte del municipio, en el Distrito de Nochixtlán, del que también es cabecera su propia cabecera municipal, otro sector del municipio forma parte del Distrito de Etla de la Región Valles Centrales; esta última situación es debida a que el municipio tiene un territorio discontinuo, está formado por tres porciones territoriales separadas, la principal y más extensa donde se encuentra la cabecera y dos pequeños exclaves, uno al sur y otro al este de la porción central respectivamente.
Los límites territoriales de la porción central son, al norte con el municipio de San Miguel Chicaghua y con el municipio de San Pedro Jaltepetongo, al sur con el municipio de Magdalena Jaltepec y con el municipio de Santa Inés de Zaragoza, al oeste con el municipio de Santa María Chachoápam y con el municipio de San Juan Sayultepec y finalmente al este con el municipio de San Pedro Cántaros Coxcaltepec y con el municipio de Santiago Huauclilla; el exclave sur limita al oeste con Magdalena Jaltepec y al este con el municipio de San Juan Tamazola; el exclave este tiene todos sus límites con el municipio de San Jerónimo Sosola, a excepción del oeste, donde limita con el municipio de Santiago Nacaltepec. Su extensión territorial total es de 344 544 kilómetros cuadrados que representan 0.9% de la extensión total de Oaxaca.

### Orografía e hidrografía
El municipio se encuentra en una de las zonas más montañosas del estado de Oaxaca, haciendo sumamente accidentado el terreno y manteniendo la altitud media en 2080 metros sobre el nivel mar.
Aunque no existen corrientes mayores, el municipio es regado por numerosos arroyos, todo su territorio pertenece a la cuenca del río Papalopan y a la Región hidrológica Papaloapan.

### Clima y ecosistemas
La mayor parte del municipio registra clima semiseco templado, mientras que algunas regiones del extremo norte tienen un clima templado subhúmedo con lluvias en verano; la temperatura media anual sigue el mismo patrón, la mayor parte del territorio tiene un promedio entre 16 y 18 °C y en el norte se registran entre 12 y 16 °C; y la precipitación pluvial media anual, en las mismas zonas es inferior a 600 mm en la zona mayor del territorio y de 600 a 800 mm en el norte del municipio.
La zona es más bien árida y por ello su vegetación es la típica de estos climas, abundando especies como arbustos y otros menores como anona y nisparo, sin embargo, la mayor parte del territorio se dedica a la agricultura de temporal, en algunas zonas elevadas se puede localizar bosques templados, con pino y ocote. Las principales especies animales son zorro, conejo y ardilla, abundan además ganados vacuno y caprino.

## Demografía
La población total del municipio de Asunción Nochixtlán es de 17 820 habitantes, siendo estos 8 437 hombres y 9 383 mujeres de acuerdo a los resultados del Conteo de Población y Vivienda de 2005 realizado por el Instituto Nacional de Estadística y Geografía; de 2000 a 2005 su tasa de crecimiento poblacional anual ha sido de 1,2%, el porcentaje de población masculina es de 47,2%, el 33,3% de los habitantes son menores de 15 años de edad, mientras que el 58,1% se encuentran entre los 64 y los 15 años de edad, el 73,7% de los habitantes viven en localidades mayores a los 2.500 habitantes y por tanto consideradas urbanas, y el 14,7% de los habitantes mayores de 5 años de edad, son hablantes de alguna lengua indígena.

### Grupos étnicos
El 14,7% de los habitantes mayores de cinco años de Asunción Nochixtlán es hablante de alguna lengua indígena, lo que da un total de 1.908 personas, siendo 829 hombres y 1.079 mujeres; de ellos 1.737 son bilingües al español, mientras que 60 son únicamente monolingües y finalmente de 111 no se establece esta condición. La lengua más hablada es el idioma mixteco, con un total de 1.796 hablantes, seguida del zapoteco con 31 hablantes, 22 hablantes de chocho y 14 de mixe, además 21 hablantes de lenguas no especificadas.

### Localidades
En el municipio de Asunción Nochixtlán se localizan 65 localidades, las principales y su población en 2005 se listan a continuación:
| Localidad              | Población (2010) |
| ---------------------- | ---------------- |
| Asunción Nochixtlán    | 13 284           |
| Santiago Mitlatongo    | 675              |
| Santiago Amatlán       | 468              |
| Santa Catarina Adéquez | 466              |
| La Cumbre              | 399              |
| Total municipio        | 17 820           |

## Política
El gobierno de Asunción Nochixtlán corresponde al ayuntamiento, este es electo por el principio de partidos político, vigente en 153 municipios de Oaxaca, a diferencia del sistema de usos y costumbres vigente en los restantes 424, por tanto su elección es como en todos los municipios mexicano, por elección directa, universal y secreta para un periodo de tres años no renovables para el periodo inmediato pero si de forma no consecutiva, el periodo constitucional comienza el día 1 de enero del año siguiente a su elección. El Ayuntamiento se integra por el presidente municipal, un síndico y un cabildo formado por seis regidores, tres electo por mayoría relativa y tres por representación proporcional.

### Representación legislativa
Para la elección de diputados locales al Congreso de Oaxaca y de diputados federales a la Cámara de Diputados federal, Asunción Ixtaltepec se encuentra integrado en los siguientes distritos electorales:
Local:
- Distrito electoral local 16 de Oaxaca con cabecera en Asunción Nochixtlán.

Federal:
- Distrito electoral federal 2 de Oaxaca con cabecera en Teotitlán de Flores Magón.[15]

### Presidentes municipales
- (2022 - 2027): Alfredo Feliciano Lopez Santiago